# Natação no Campeonato Europeu de Esportes Aquáticos de 2012 - 4x200 m livre feminino
A prova do revezamento 4x200 metros livre feminino da natação no Campeonato Europeu de Esportes Aquáticos de 2012 ocorreu no dia 24 de maio em Debrecen na Hungria. 

## Calendário
| Fase          | Data       | Hora  |
| ------------- | ---------- | ----- |
| Eliminatórias | 24 de maio | 10:57 |
| Final         | 24 de maio | 18:30 |

Todos os horários estão no horário local (UTC+1)

## Recordes
Antes desta competição, os recordes eram os seguintes:
| Recorde mundial       | China       | 7:42.08 | Roma      | 30 de julho de 2009 |
| Recorde europeu       | Reino Unido | 7:45.51 | Roma      | 30 de julho de 2009 |
| Recorde do campeonato | Alemanha    | 7:50.82 | Budapeste | 3 de agosto de 2006 |

## Medalhistas
| Ouro                                                                      | Prata                                                                          | Bronze                                                                  |
| Itália · Alice Mizzau · Alice Nesti · Diletta Carli · Federica Pellegrini | Hungria · Zsuzsanna Jakabos · Evelyn Verrasztó · Ágnes Mutina · Katinka Hosszú | Eslovênia · Sara Isakovič · Anja Klinar · Ursa Bezan · Mojca Sagmeister |

## Resultados

### Eliminatórias
Esses foram os resultados das eliminatórias. 
| Pos. | Bateria | Raia | Nadadoras                                                                                | Nacionalidade | Tempo   | Notas            |
| ---- | ------- | ---- | ---------------------------------------------------------------------------------------- | ------------- | ------- | ---------------- |
| 1    | 1       | 5    | Zsuzsanna Jakabos Evelyn Verrasztó Ágnes Mutina Katinka Hosszú                           | Hungria       | 8:05.83 | Q                |
| 2    | 2       | 4    | Mojca Sagmeister Ursa Bezan Anja Klinar Sara Isakovič                                    | Eslovênia     | 8:06.10 | Q                |
| 3    | 1       | 2    | Patricia Castro Ortega Lydia Morant Varo Judit Ignacio Sorribes Mireia Belmonte García   | Espanha       | 8:06.39 | Q                |
| 4    | 1       | 4    | Silke Lippok Daniela Schreiber Alexandra Wenk Theresa Michalak                           | Alemanha      | 8:06.83 | Q                |
| 5    | 2       | 6    | Martina de Memme Alice Nesti Diletta Carli Erica Buratto                                 | Itália        | 8:07.69 | Q                |
| 6    | 1       | 3    | Jördis Steinegger Lisa Zaiser Eva Chaves-Diaz Uschi Halbreiner                           | Áustria       | 8:08.80 | Q                |
| 7    | 2       | 2    | Sycerika McMahon Melanie Nocher Nuala Murphy Bethany Carson                              | Irlanda       | 8:13.30 | Q                |
| 8    | 2       | 5    | Valeriya Podlesna Darya Stepanyuk Iryna Glavnyk Ganna Dzerkal                            | Ucrânia       | 8:17.33 | Q                |
| 9    | 2       | 3    | Eygló Ósk Gústafsdóttir Eva Hannesdóttir Johanna Gerda Gustafsdottir Sarah Blake Bateman | Islândia      | 8:25.78 | Recorde nacional |
| 10   | 1       | 6    | Cecilie Johannessen Veronica Orheim Bjørlykke Susann Bjørnsen Emilie Loevberg            | Noruega       | 8:26.35 | Recorde nacional |

### Final
Esse foi o resultado da final. 
| Pos.              | Raia | Nadadoras                                                                            | Nacionalidade | Tempo   | Notas            |
| ----------------- | ---- | ------------------------------------------------------------------------------------ | ------------- | ------- | ---------------- |
| Medalha de ouro   | 2    | Alice Mizzau Alice Nesti Diletta Carli Federica Pellegrini                           | Itália        | 7:52.90 |                  |
| Medalha de prata  | 4    | Zsuzsanna Jakabos Evelyn Verrasztó Ágnes Mutina Katinka Hosszú                       | Hungria       | 7:54.70 |                  |
| Medalha de bronze | 5    | Sara Isakovič Anja Klinar Ursa Bezan Mojca Sagmeister                                | Eslovênia     | 7:59.73 | Recorde nacional |
| 4                 | 6    | Silke Lippok Theresa Michalak Alexandra Wenk Daniela Schreiber                       | Alemanha      | 8:00.55 |                  |
| 5                 | 7    | Jördis Steinegger Lisa Zaiser Birgit Koschischek Uschi Halbreiner                    | Áustria       | 8:09.13 |                  |
| 6                 | 1    | Sycerika McMahon Melanie Nocher Bethany Carson Nuala Murphy                          | Irlanda       | 8:09.15 |                  |
| 7                 | 8    | Iryna Glavnyk Ganna Dzerkal Darya Stepanyuk Daryna Zevina                            | Ucrânia       | 8:11.44 |                  |
| 8                 | 3    | Melania Costa Schmid Patricia Castro Ortega Lydia Morant Varo Mireia Belmonte García | Espanha       |         | DSQ              |

Legenda
| Recorde mundial       | Recorde mundial (World record)               |                       | Recorde africano                      | Recorde africano (African) |                                           | Q | Classificado por posição (Qualified) |
| Recorde do campeonato | Recorde do campeonato (Championship record)  | Recorde da América    | Recorde da América (Americas)         | q                          | Classificado por melhor tempo (Qualified) |   |                                      |
| Melhor marca do ano   | Melhor marca do ano (World leading)          | Recorde asiático      | Recorde asiático (Asian)              | DNS                        | Não largou (Did not start)                |   |                                      |
| Recorde nacional      | Recorde nacional (National record)           | Recorde europeu       | Recorde europeu (European)            | DNF                        | Não terminou (Did not finish)             |   |                                      |
| Recorde pessoal       | Recorde pessoal do atleta (Personal best)    | Recorde da Oceania    | Recorde da Oceania (Oceania)          | DSQ / DQ                   | Desclassificado (Disqualified)            |   |                                      |
| Recorde da temporada  | Recorde da temporada do atleta (Season best) | Recorde sul-americano | Recorde sul-americano (South America) | NM                         | Sem marca (No mark)                       |   |                                      |